# Stora Sundby slott
Stora Sundby är ett slott och en jordegendom belägna vid Hjälmaren i närheten av Alberga i Eskilstuna kommun och Öja socken i Södermanland. Sitt nuvarande utseende som liknar en riddarborg fick slottet vid en genomgripande omdaning under 1830- och 1840-talen, då det ägdes av greve Carl De Geer. Ritningarna hade upprättats av den skotske arkitekten Peter Frederick Robinson och arbetet leddes av byggmästaren Abraham Nyström. Stora Sundby ägs sedan 1888 av familjen Klingspor. Slottet samt ett tiotal byggnader förklarades i september 1983 för enskilt byggnadsminne.

## Slottets historia

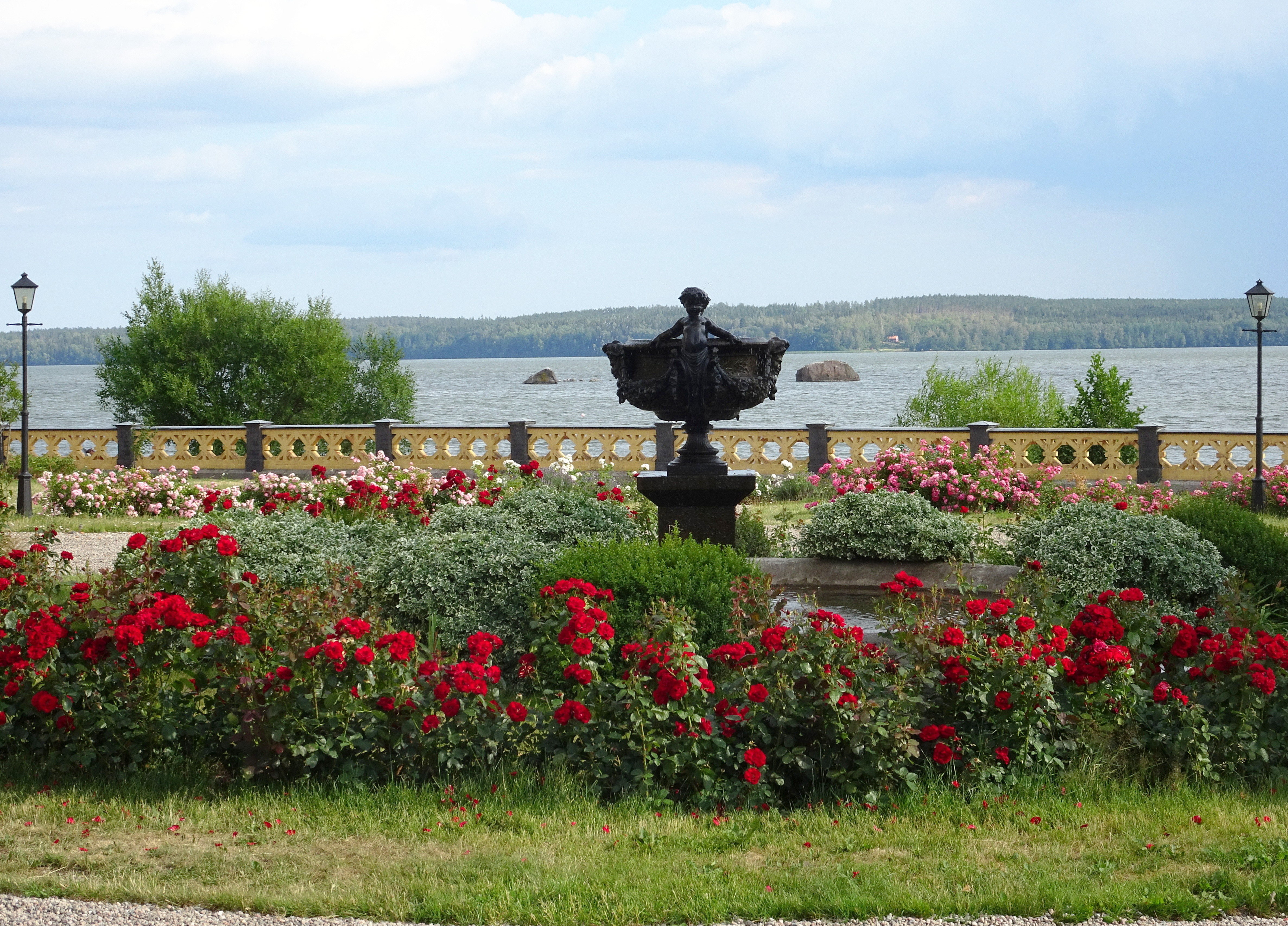
Planteringen vid entrén, 2018.

### 1300- och 1400-talen

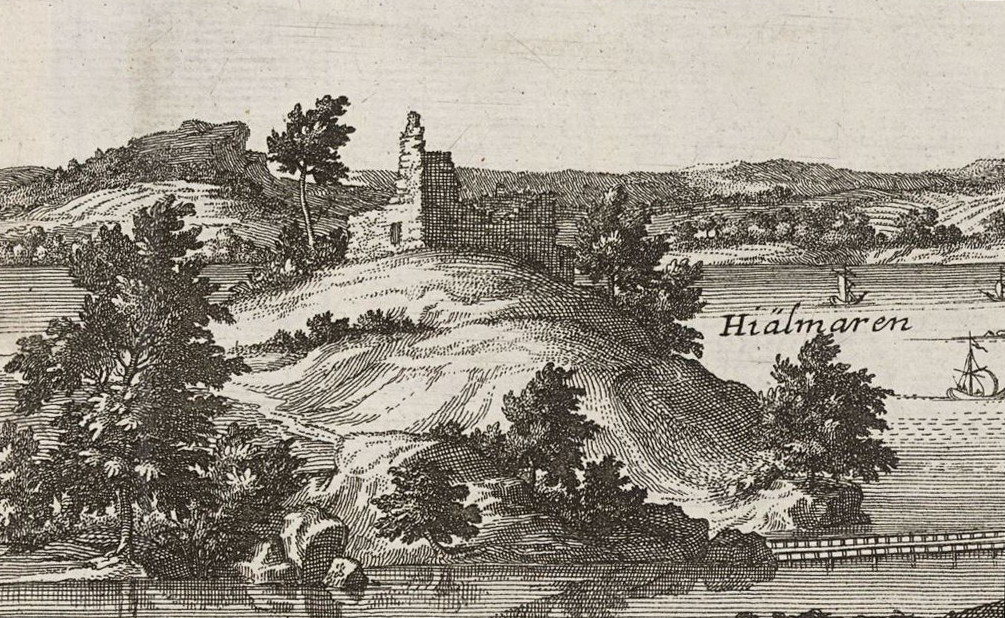
Borgruinen i Sueciaverket.

Sundby ägdes 1329 förmodligen av Birger Röriksson den yngre och 1364 omtalas en befäst gård vid namn Sundaby eller Sundabyhus, nära Jaelmarsund. Det rörde sig om ett enklare försvarsverk eller kastal, strategiskt placerat vid Hjälmaresund. I samband med en utgrävning 1960 återfanns murrester efter denna kastal. Bland annat fann man ruinen efter ett fyrsidigt torn bestående av gråsten, utan murtegel. Byggnadssättet tyder på en tillkomsttid omkring 1200-talet. Den gamla borgklippan ligger cirka 300 meter norr om nuvarande slottsbyggnad. Ruinen syns i bakgrunden på Erik Dahlberghs illustration över Sundby i Sueciaverket och är ett fornminne med RAÄ-nummer Öja 67:1.
Omkring 1400 omtalas Lars Ulfsson Blå som ägare. Hans änka Ydha Johansson Bülow skänkte gården till Julita kloster men återfördes till familjen. 1480 ägdes Sundby av Ermegård Bülow som var gift med Måns Bengtsson  (Natt och Dag). Genom arv kom egendomen till Sigge Larsson (Sparre) och sedan till hans son riksrådet Lars Siggesson Sparre.

### 1500-talet
Det första slottet på platsen byggdes för Lars Siggesson Sparre och stod färdigt med tre torn år 1584. Stora Sundby uppfördes 1546–1549 ursprungligen i tre våningar som stamborg för Lars Siggesson Sparre och hans son, rikskanslern och riksrådet Erik Larsson Sparre. Far och son Sparre var två av den äldre Vasatidens främsta statsmän. Sonen fullbordade borgen med två hörntorn och ett lägre trapptorn, enligt traditionen med hjälp av en italiensk byggmästare. Över spisen i Riddarsalen finns ätten Sparres och Brahes vapen ännu kvar och i portalen finns en sten med årtalet 1584. Det fjärde tornet tillkom först vid en ombyggnad i början av 1700-talet efter ritningar av Göran Josuæ Adelcrantz.

### 1600- och 1700-talen

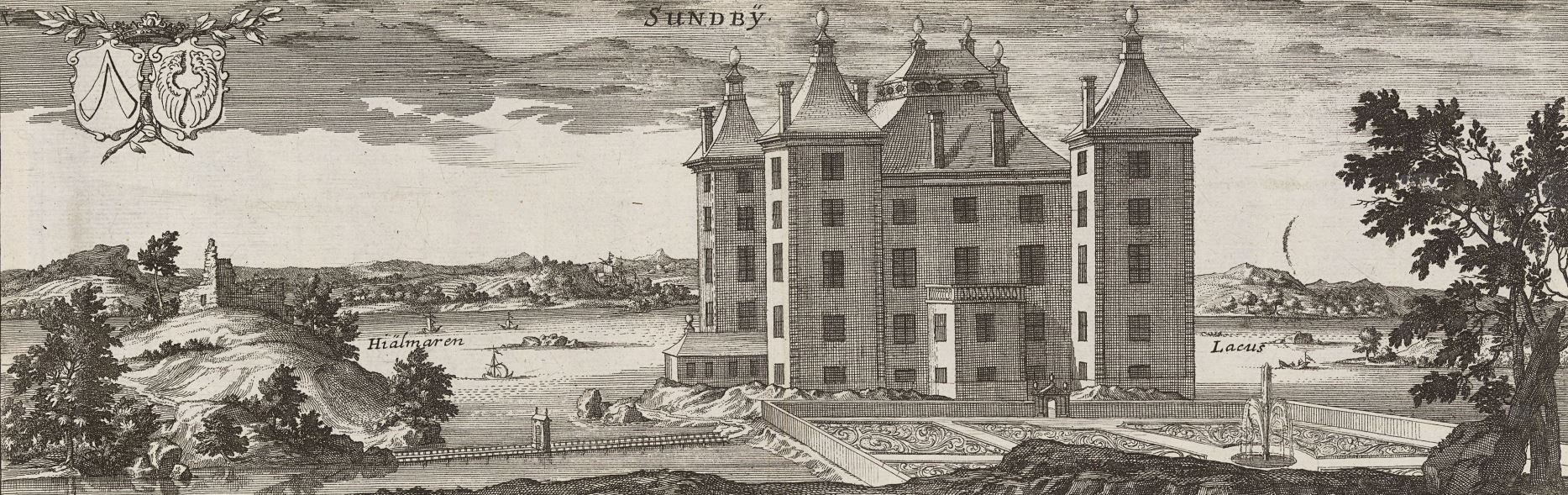
Stora Sundby enligt Erik Dahlberg, 1690.

Efter en tids förfall iståndsattes och nyinreddes slottet på 1600-talet varvid bland annat Riddarsalen tillkom. Det fjärde tornet tillbyggdes på 1700-talet. På var sida om en korridor, som ursprungligen nyttjades som kök, bagarstuga, fatbur och bostäder för kock och drängar, men nu är ombyggda som gästrum, finns i bottenvåningen de välvda rummen bevarade från 1500-talet. Högst upp i huset ligger den storslagna festsalen Riddarsalen från 1660-talet, och som fick sin benämning från 1800-talet. Salen var ursprungligen uppförd som jaktsal i samband med en upprustning av den då fallfärdiga borgen. 
Upprustningen genomfördes åren 1660–1670 på initiativ av riksjägmästaren Axel Sparre som ärvde Sundby 1634. Han anlitade arkitekten Nicodemus Tessin den äldre och sannolikt även av Erik Dahlbergh som gav byggnaden en barock prägel. 
Efter Axel Sparres änkas (Beata Stenbock) död 1714 verkar det gamla slottet åter förfallet. Sonen Erik Sparre af Sundby övertog egendomen 1722 (enligt vissa källor 1712). Trots att han var en mycket upptagen man inledde han en omfattande och kostsam restaurering av familjegodset med hjälp av arkitekten Göran Josuæ Adelcrantz. Vid den tiden tillkom slottets fjärde torn.

### 1800-talets ombyggnad

#### Allmänt

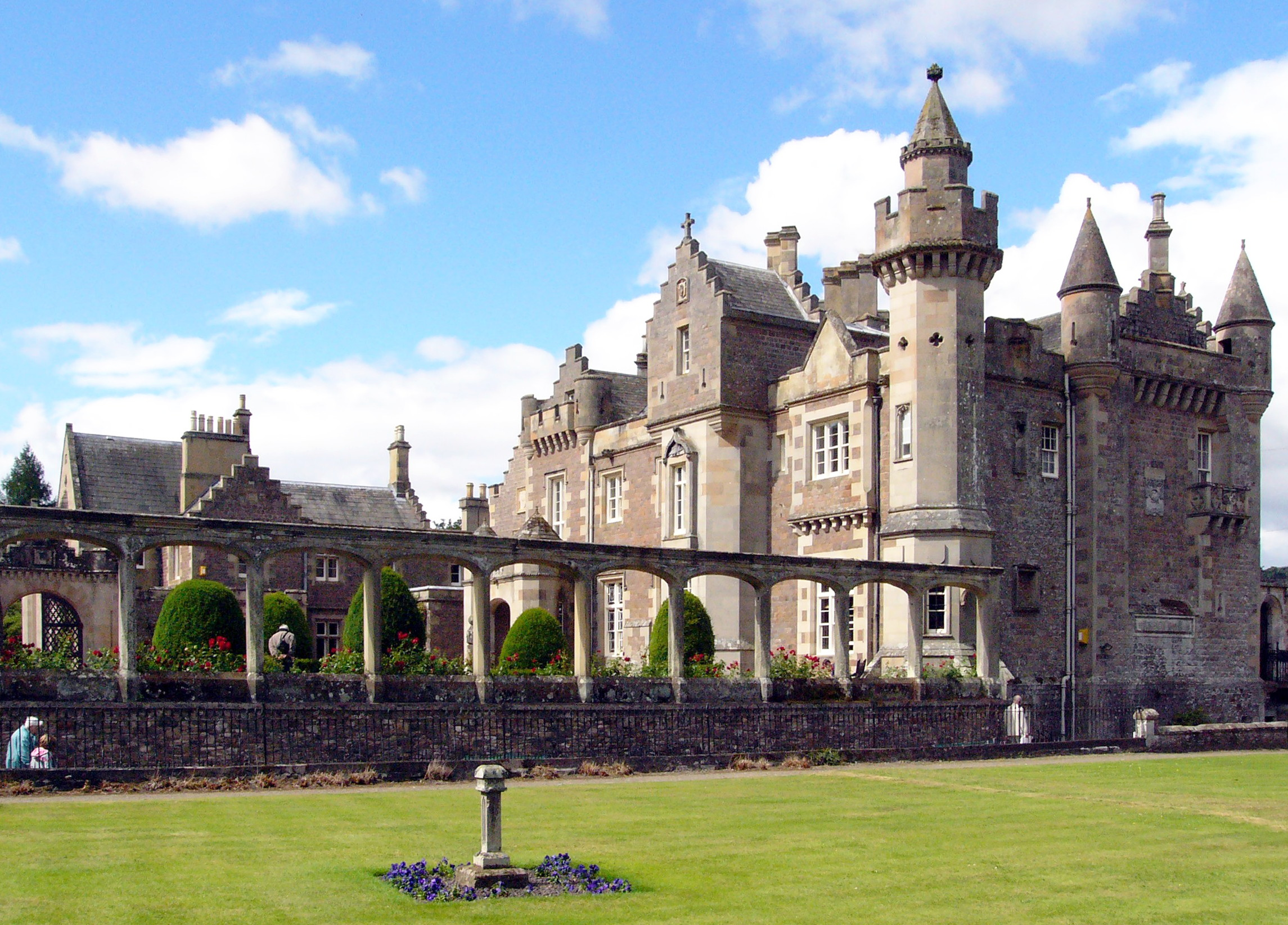
Inspirationskällan: Abbotsford House.

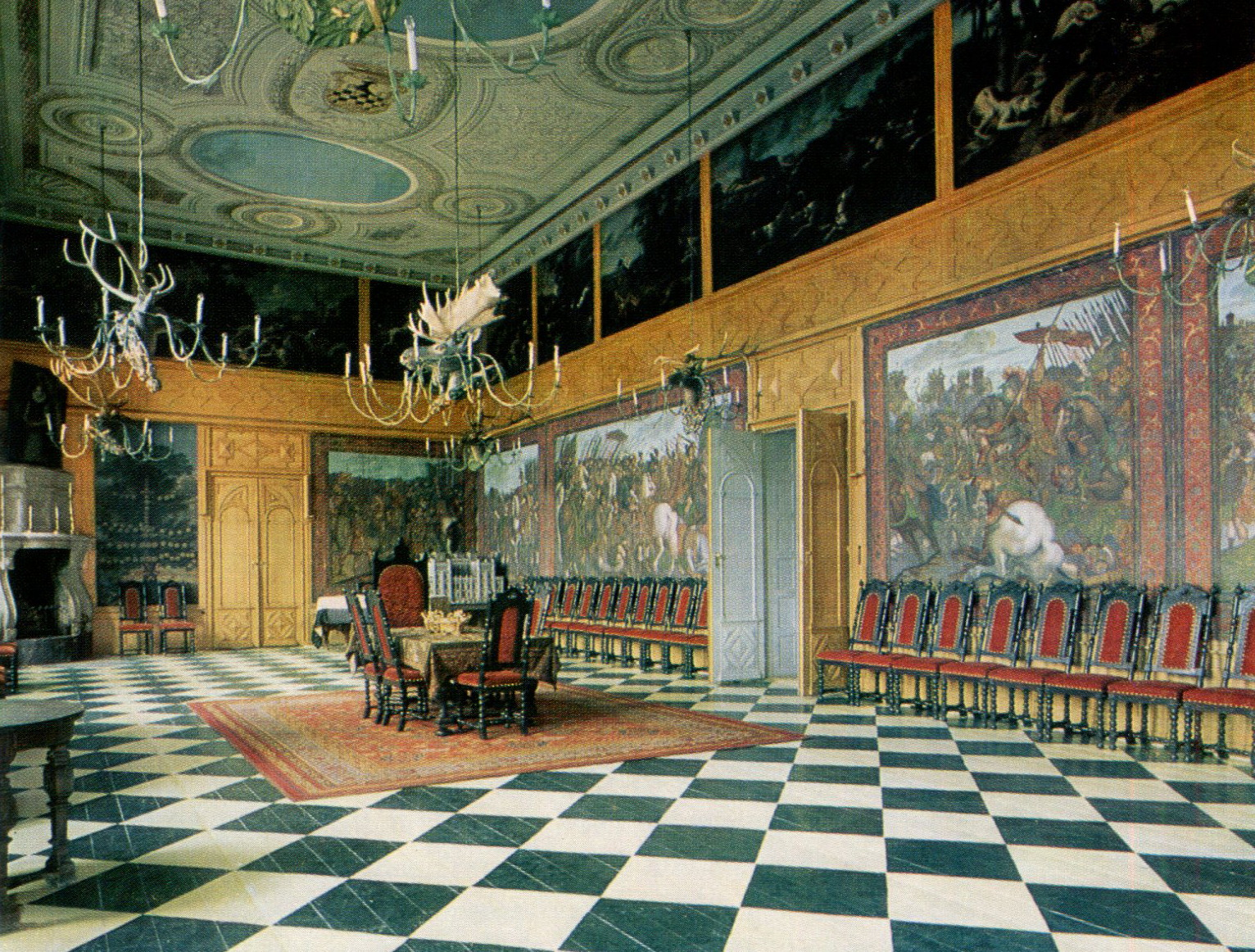
Stora Sundby, Riddarsalen, 1967.

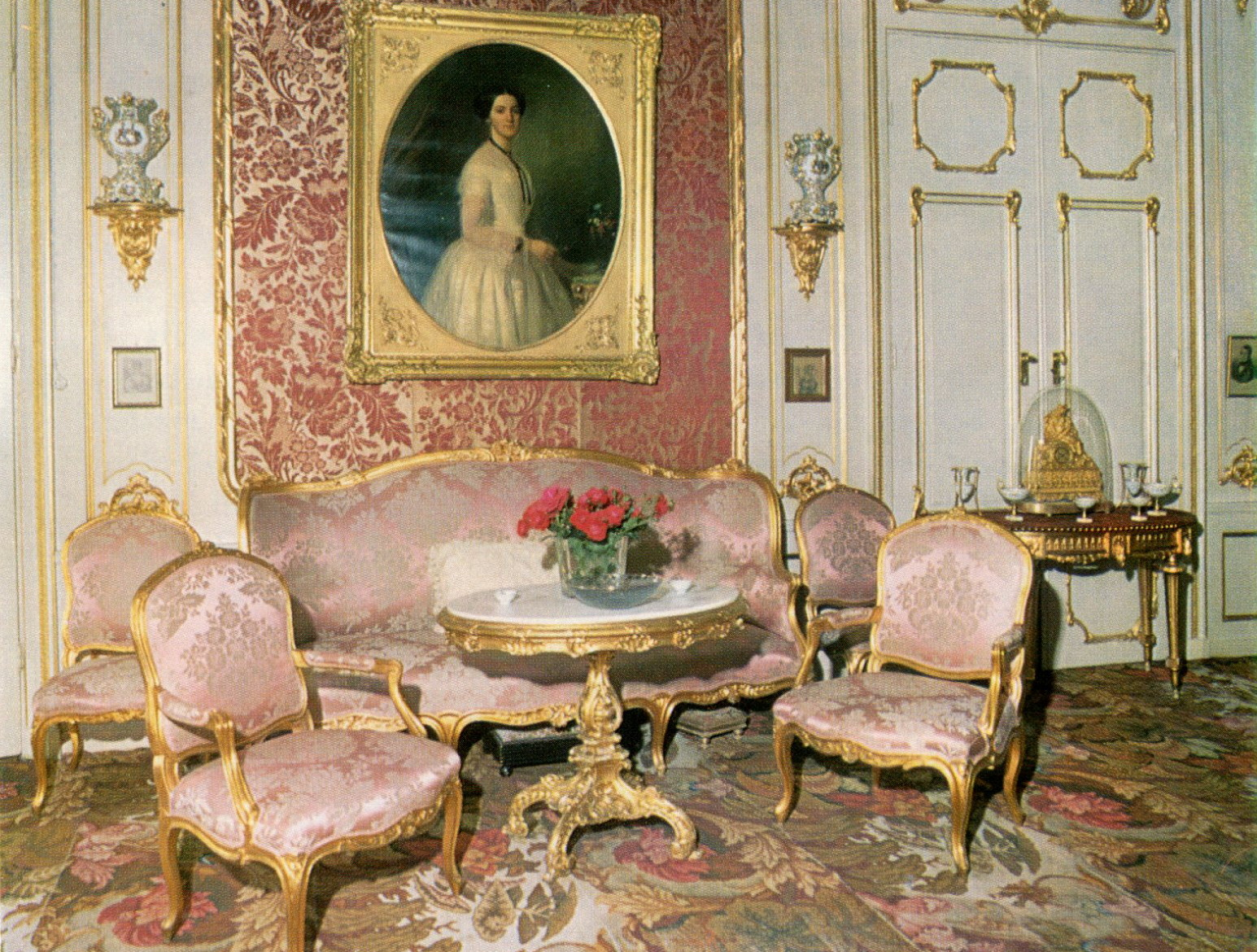
Stora Sundby, Röda salongen, 1967.

Åren 1831–1848 lät greve Carl de Geer bygga om slottet i gammalnormandisk stil. Ritningarna upprättades av den skotske arkitekten Peter Frederick Robinson. Robinson besökte aldrig Sverige utan arbetade med hjälp av tillsända uppmätningsritningar. Själva bygget verkställdes av den östgötske byggmästaren Abraham Nyström, som hade arbetat åt Baltzar von Platen under bygget av Göta kanal. Abraham Nyström, som var från Östergötland, färdigställde 1831 en skalenlig modell av slottet innan han anförtroddes det komplicerade byggnadsföretaget, som skulle ta sju år. Modellen finns fortfarande bevarad i Riddarsalen. Det var också Abraham Nyström som hade ansvar för inredningarna. Dessa hade karaktäristiska detaljer i senempire. De var delvis utförda i terrakotta och delvis efter förlagor av arkitekten Carl Christoffer Gjörwell. Byggherreparet De Geer hade tidigare anlitat Gjörwell på Örbyhus slott i Uppland.
Vid ombyggnaden på 1800-talet utgick man ifrån den vision byggherren hade att skapa en riddarborg i sir Walter Scotts anda, nämligen Abbotsford House i Skottland. Slottets siluettrika arkitektur utgår från den drömmen och den understöddes av 1800-talets slottsfru, grevinnan Ulla De Geer, född Sprengtporten. Hon var maka till landets kanske störste jordmagnat, Carl De Geer, även ägare av Hammarby-Wäsby, Kulla-Gunnarstorp, Lövsta bruk, Stora Wäsby, Utansjö, Yxtaholm och Örbyhus. Parets intresse för England berodde inte bara på en romantisk inställning, utan även på deras liberala politiska åsikter. Det var år 1829 som de vände de sig till den engelske arkitekten Peter Fredrick Robinson, som de kände genom Ulla De Geers goda vän lady Georgiana Bloomfield, maka till John Bloomfield, engelsk ambassadör ("minister") i Stockholm mellan 1826 och 1839. 
Arkitekt Robinson hade gjort sig känd för en pittoresk och associativ arkitektur, bland annat i så kallad Castellated Style. Han hade strax innan publicerat ett planschverk med olika villaprojekt. Robinson skickade till greven och grevinnan De Geer ett storståtligt projekt, som arkitekten tyckte var lämpligt att placera i den nordiska naturen och ritningarna anslöt till normandiska vattenslott. Den gamla 1500-talsherrgården fick fasader som man trodde att engelska medeltidshus hade haft. Framför allt handlade arbetet om att ge den gamla byggnaden ett nytt, romantiskt yttre. Merparten av de gamla väggarna och planlösningen bevarades dock. Slottets arkitektur symboliserar en kalender: 52 rum (antal veckor/år), tolv små torn (tolv mån/år), fyra stora torn (fyra årstider), 365 fönster (dagar/år).

#### Riddarsalen
Riddarsalen har gobelängimitationer. Salen är slottets största rum och upptar hela norra hälften av kärnbyggnaden. Brädgolvet är målat i svarta och vita rutor samt ger intryck av ett marmorgolv. Taket är målat som en imitation av ett barockt stucktak och visar Axel Sparres vapen. Från taket hänger sju stora ljuskronor som består av trä och snidade älg- och hjortronhuvuden och har riktiga hornkronor. Sådana "Geweihkronleuchter" är numera ytterst sällsynta i Sverige. Innerväggarna är klädda med lädertapeter från 1600-talet som är målade med motiv från antika krigsscener. Däröver går ett band med nederländska jaktmotiv som troligen utfördes av den flamländske målaren Frans Snyders eller någon av hans elever. I salen finns även ett helfigursporträtt av Karl XIV Johan, som var kung i landet när salen omgestaltades på 1830-talet.

#### Övriga rum
De båda nedersta våningarna präglas till stor del av 1500-talets byggnad. Här märks långa korridorer med tak av tunnvalv. Entréhallen nås via slottets ursprungliga portal från 1500-talsvåningen. Rummet har marmorgolv med mosaikinläggningar och inreddes av Abraham Nyström. Slottet innehåller en rik samling porträtt av dess ägare med släktingar. I huset finns också en paradsängkammare, som byggdes för slottets ägarinna vid slutet av 1800-talet, grevinnan Stephanie von Platen, född Hamilton (1852–1937). Hon var gift med Carl Baltzar Ernst von Platen (1833–1888) och omgift med en tysk furste, Carl Leo Julius von Wedel (1842–1919). I salongerna finns förgylld nyrokoko som hör till de mera praktfulla i landet. Det stora porträttet föreställer Ulla De Geer, född Sprengtporten, 1817.
Bland alla påkostade salongerna märks Röda salongen, ett praktgemak i nyrokoko. På väggen hänger en målning föreställande friherrinnan Ulrika Vilhelmina Teresia Charlotta Silfverschöld (1836–1860), född von Platen. I samma rum hänger Fredric Westins porträtt från 1817 av Ulrika Sofia Sprengtporten, Carl De Geers hustru. Lika praktfull ter sig Gröna salongen med målningar av David Klöcker Ehrenstrahl, Per Krafft den äldre, Nicolas de Largillierre och Uno Troili.

## Galleri

Huvudbyggnad
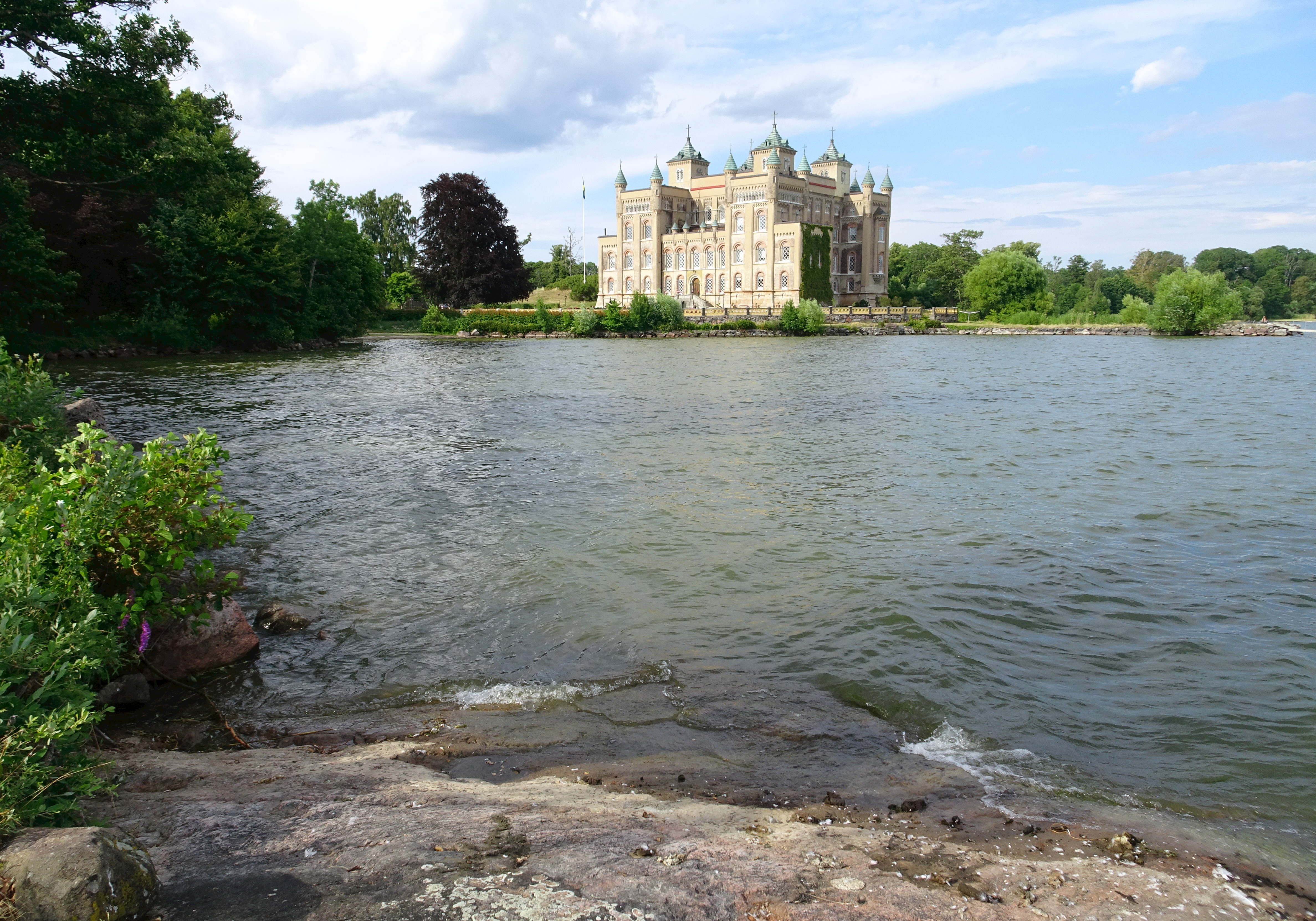
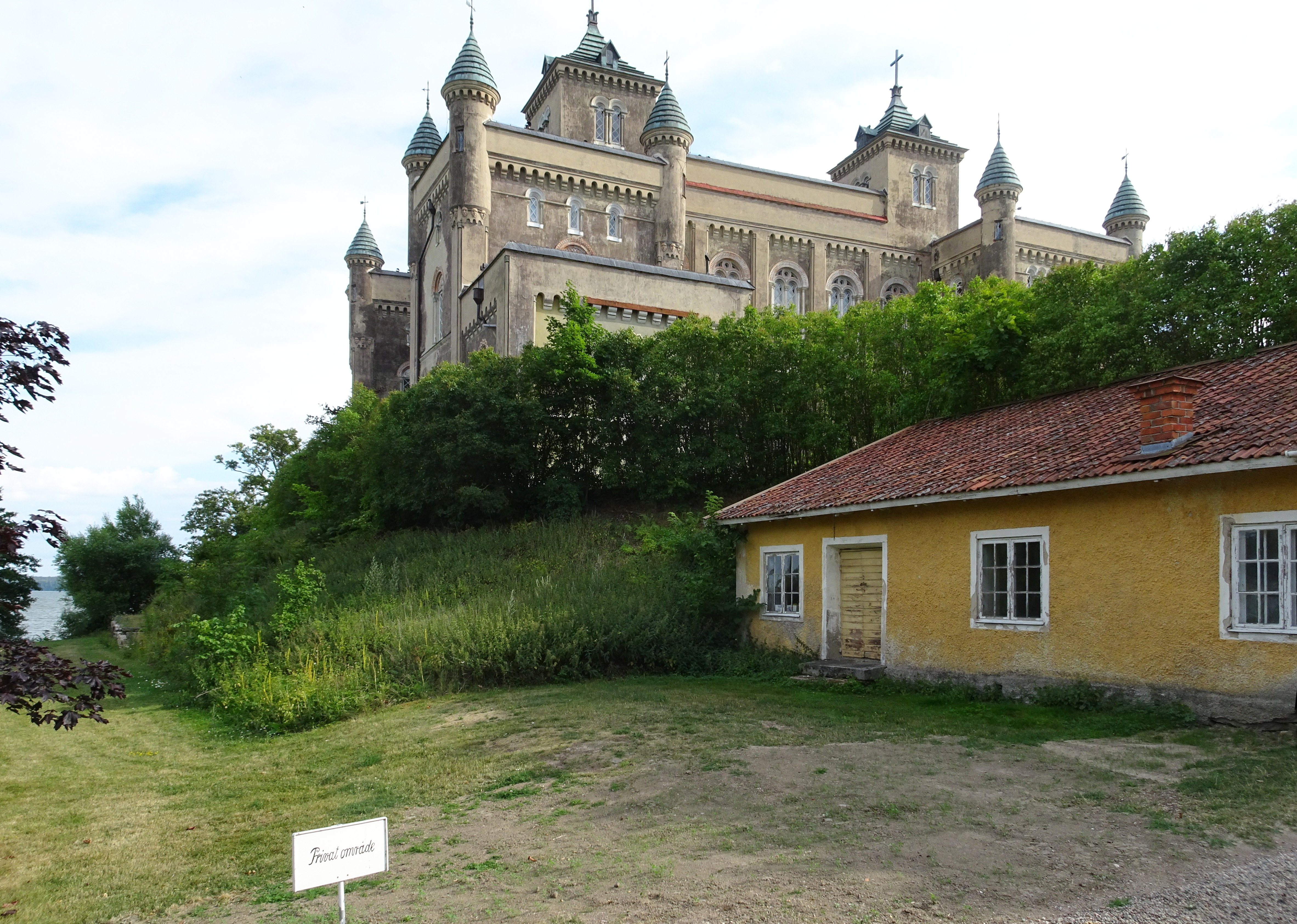
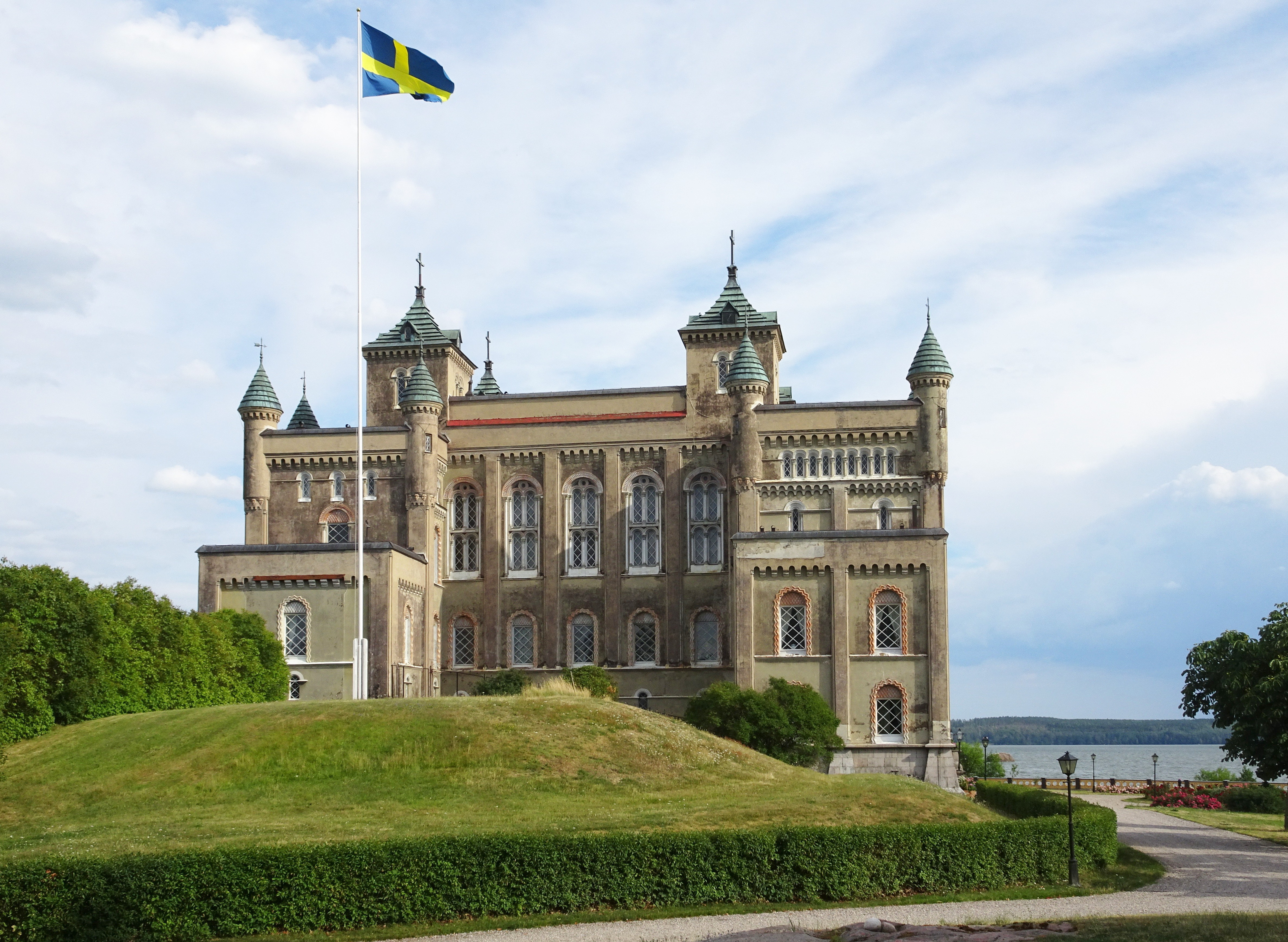
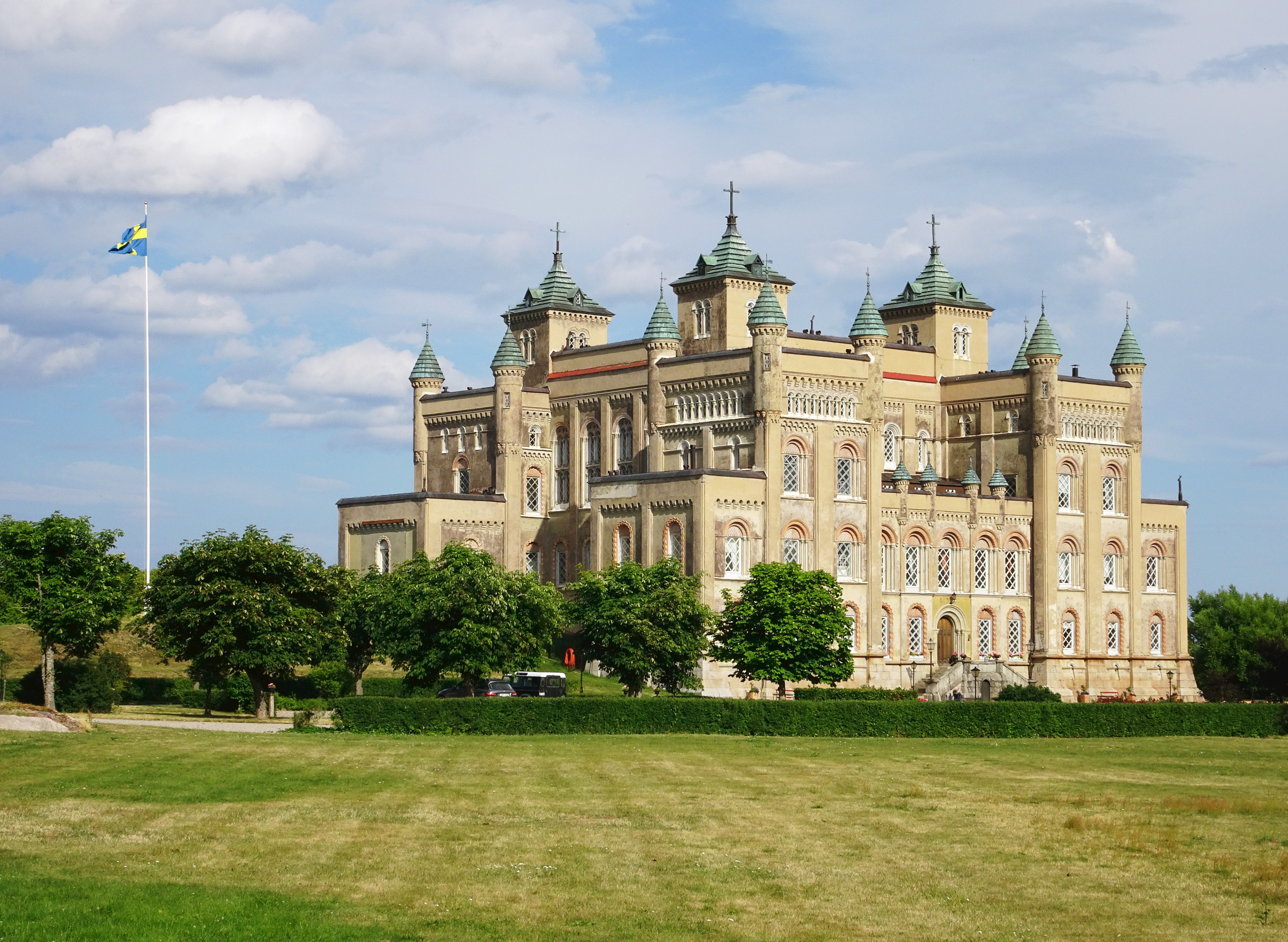

Fasaddetaljer
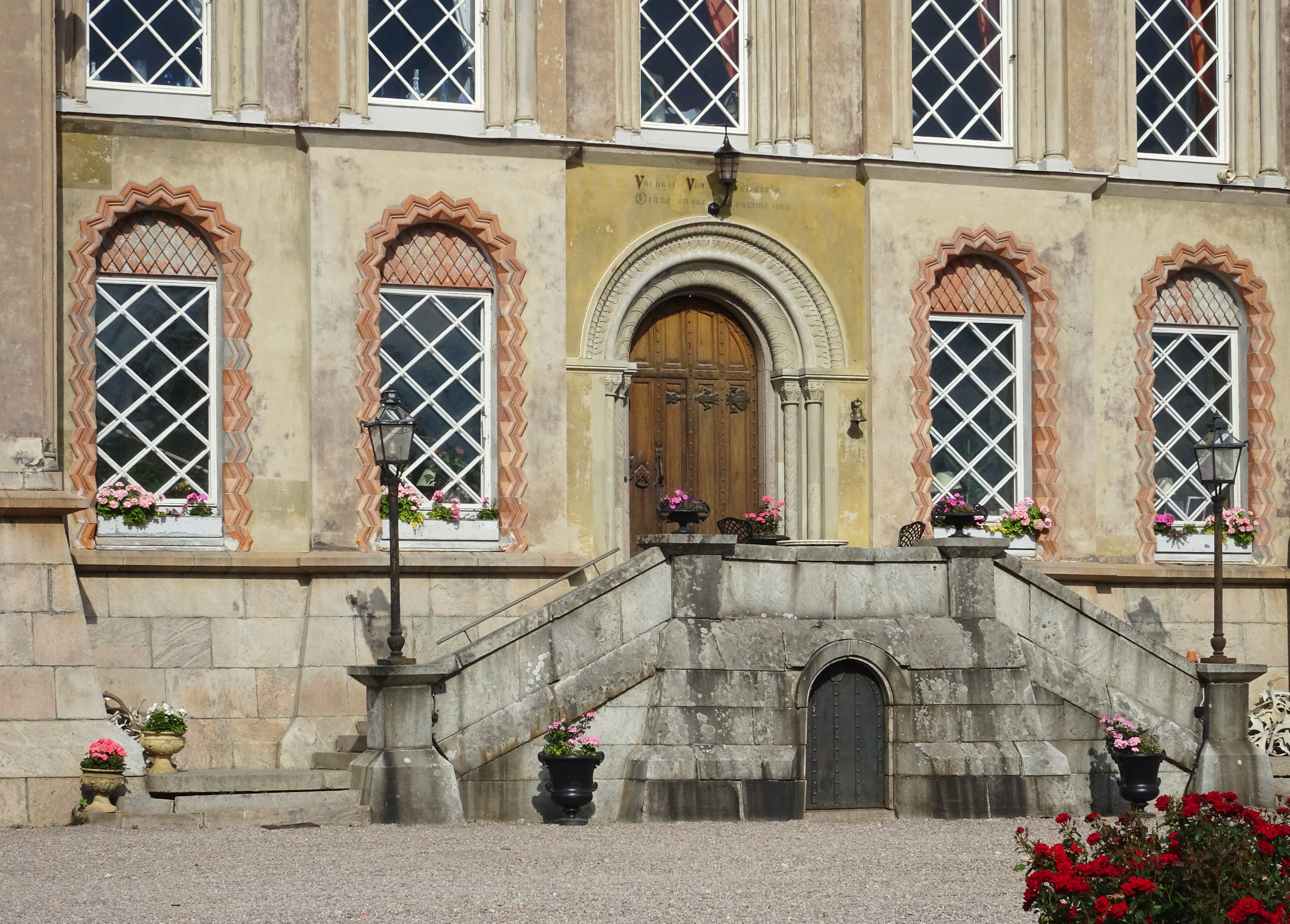
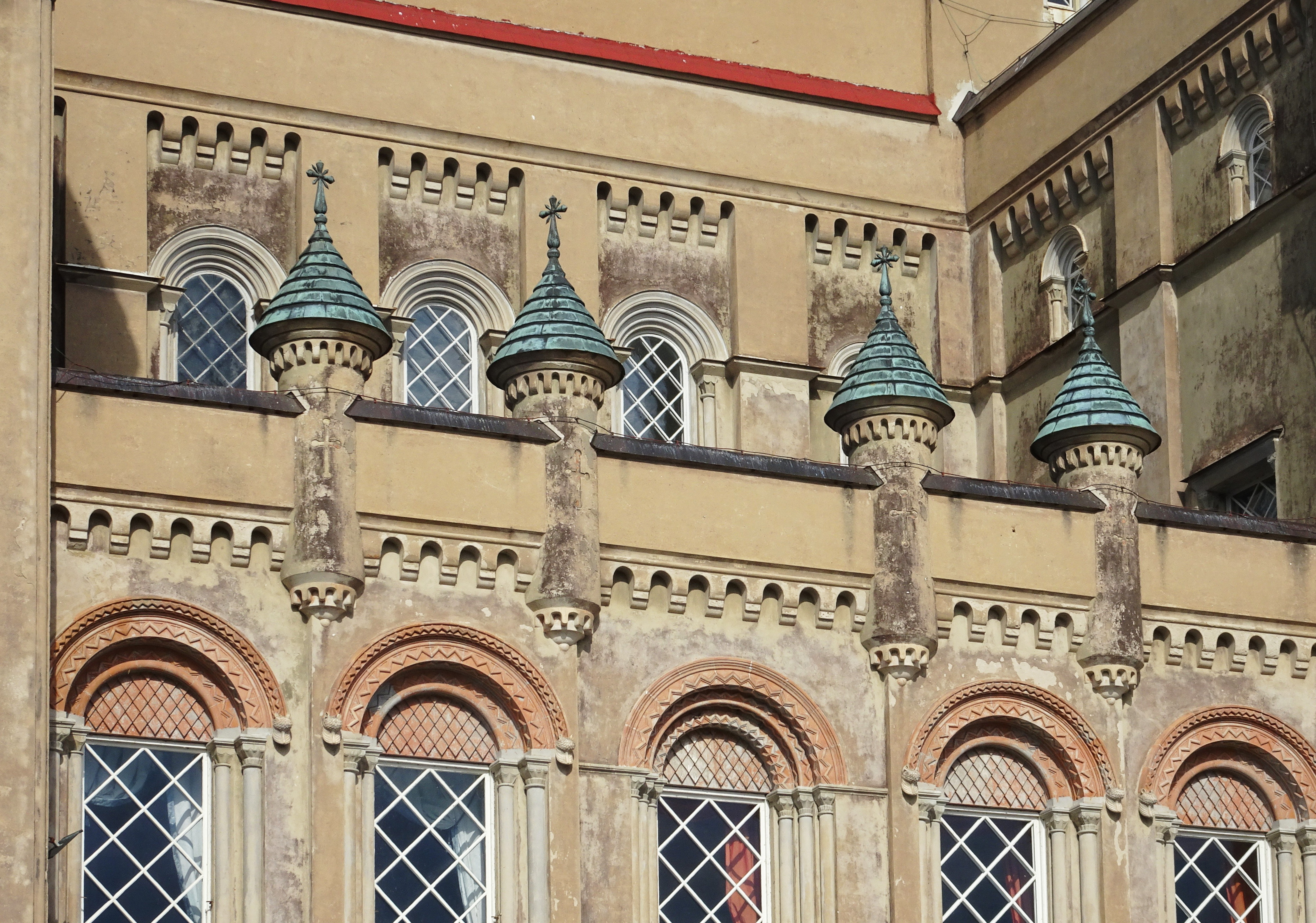
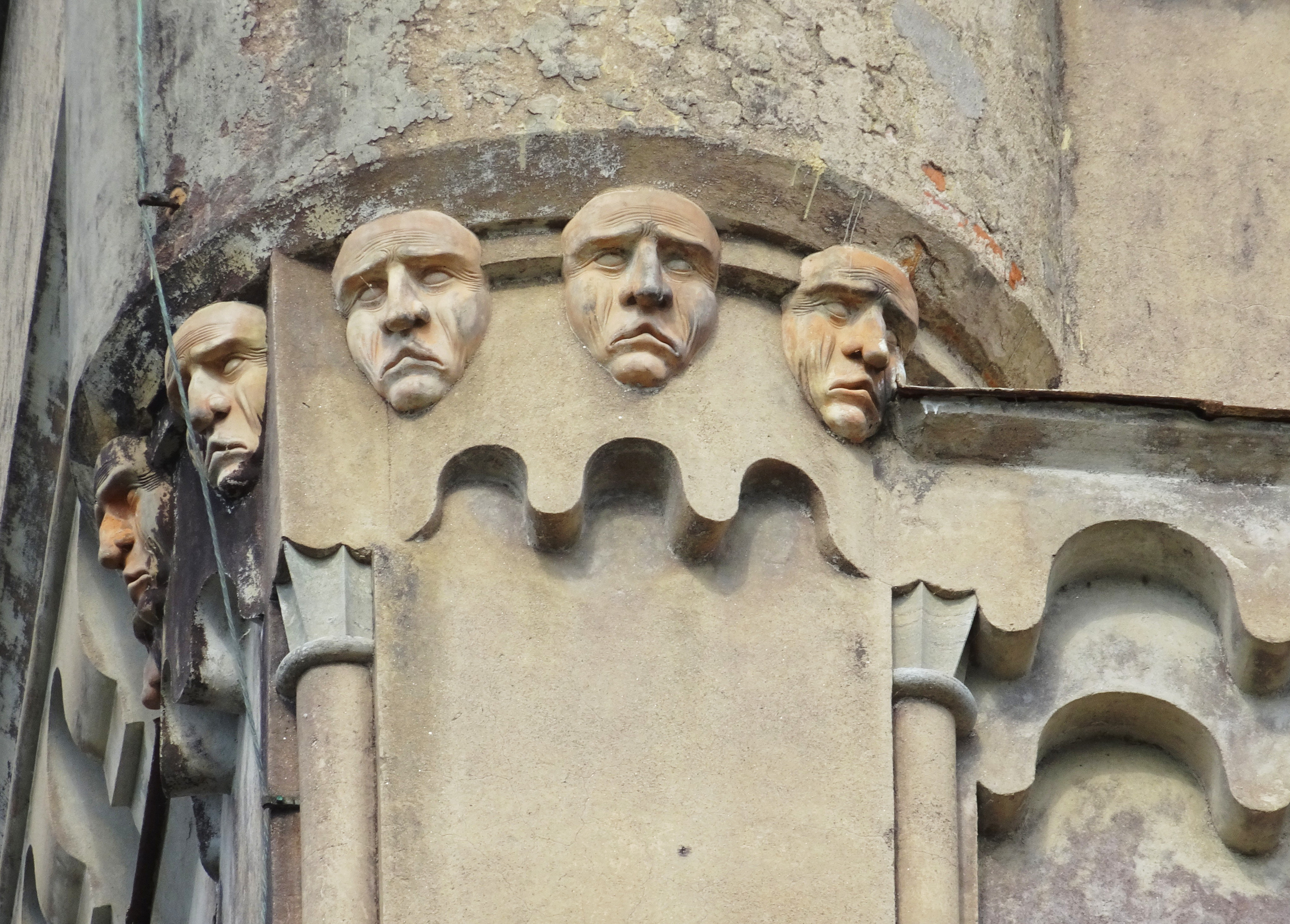
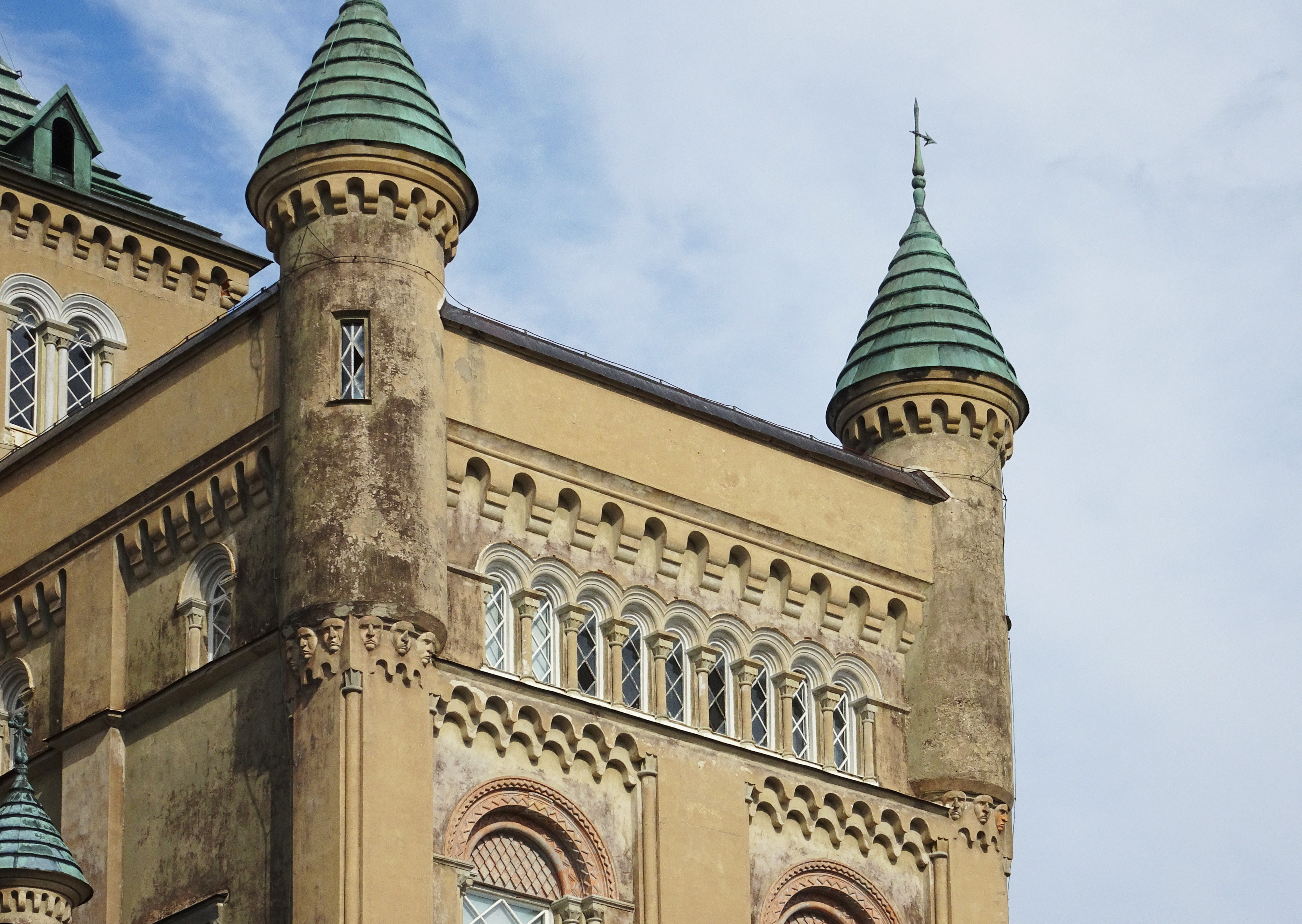

## Egendomens historia

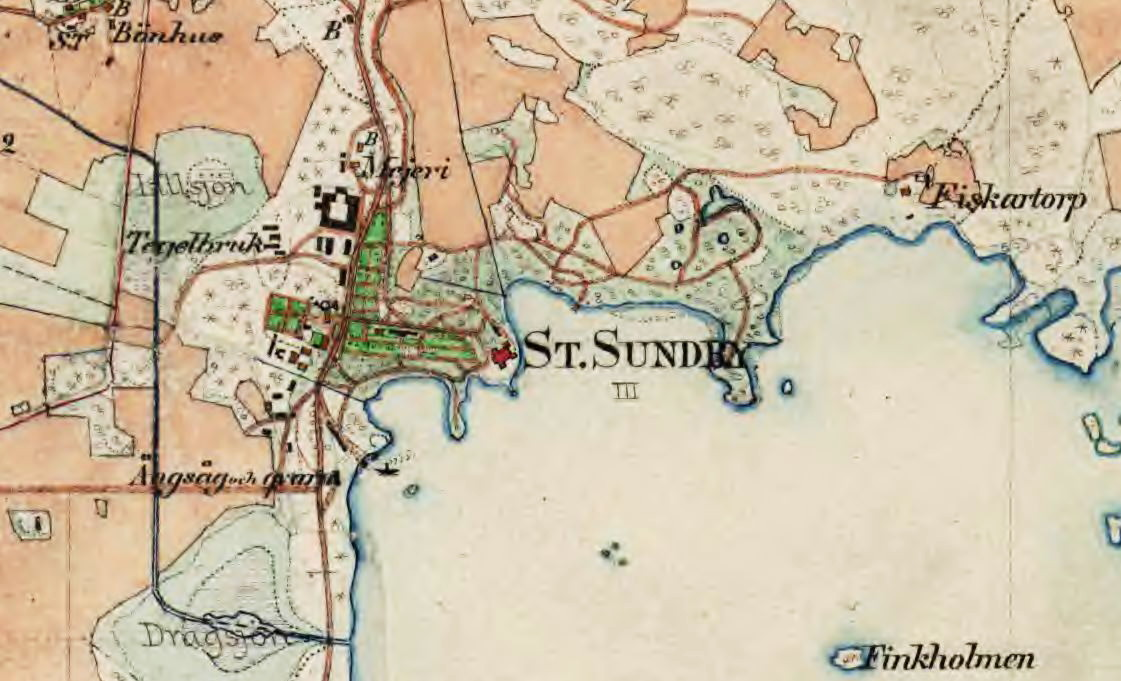
Stora Sundby på 1890-talet.

År 1364 belägrades och intogs gården av Albrekt av Mecklenburg under dennes strid med Magnus Eriksson. Vem som då ägde Sundby är inte känt. Kring år 1400 tillhörde gården häradshövdingen i Västerrekarne härad, Lars Ulfsson Blå. Den övergick, sedan den några år tillhört Julita kloster, genom gifte till släkterna Natt och Dag och Sparre samt tillhörde 1519 marsken Lars Siggesson (Sparre). Dennes son, rikskanslern Erik Larsson Sparre, ärvde Stora Sundby, men egendomen blev honom och hans släkt fråndömd 1600. Hans änka, Ebba Pedersdotter Brahe, återfick den dock några år senare (se även avsnitt: 1300- och 1400-talen).
Trots att det var ett urgammalt arvegods drogs det in till kronan genom reduktionen under förevändning att återställandet till Erik Larsson Sparres änka inte hade varit lagligt. Egendomen löstes ut 1712 av generallöjtnant friherre Erik Sparre, vilken sedermera skrev sig greve till Stora Sundby. Genom gifte med Lovisa Sparre, en av "de tre gracerna", blev greve Johan August Meijerfeldt d.y. 1763 godsets ägare. 1816 såldes det av dennes änka till brukspatron Gödecke, sedan det i mer än 300 år tillhört släkten Sparre. 1827 köpte Carl de Geer Stora Sundby åt sin dotter Charlotta De Geer af Leufsta. Hon var gift med kanalbyggaren Baltzar von Platens son greve Baltzar von Platen.
Efter greve Carl von Platens bortgång år 1888 övergick godset till friherre Carl Klingspor, som var gift med von Platens systerdotter. Klingspors och Ulrika de Geers barnbarnsbarn, Louise Silfverschiöld, som var slottets arvtagare, gifte sig 1888. Sedan dess har familjen Klingspor ägt slottet. Slottet arrenderades dock ut på livstid till furstinnan Stephanie von Wedel och först efter hennes bortgång 1937 flyttade familjen Klingspor in. Stora Sundby slott och gods innehas och bebos idag (2018) av friherre Johan Klingspor.

## Orangeri och andra byggnader
Så gott som alla godsets ekonomibyggnader förnyades på 1840-talet och Abrahams Nyströms uppdrag fullföljdes. Byggnaderna gestaltades genomgående i empirstil. Orangeriet, som är över femtio meter långt, kantar ännu infarten till slottet. Andra byggnader som uppfördes i empir var badhus och brygghus, stall och vagnhus, magasin, den herrgårdsliknande inspektorsbostaden och fyra statarbostäder. Tidigare lydde även ett tegelbruk under slottet, vars ruiner ännu finns kvar, liksom några tegellador.

### Bilder, övriga byggnader

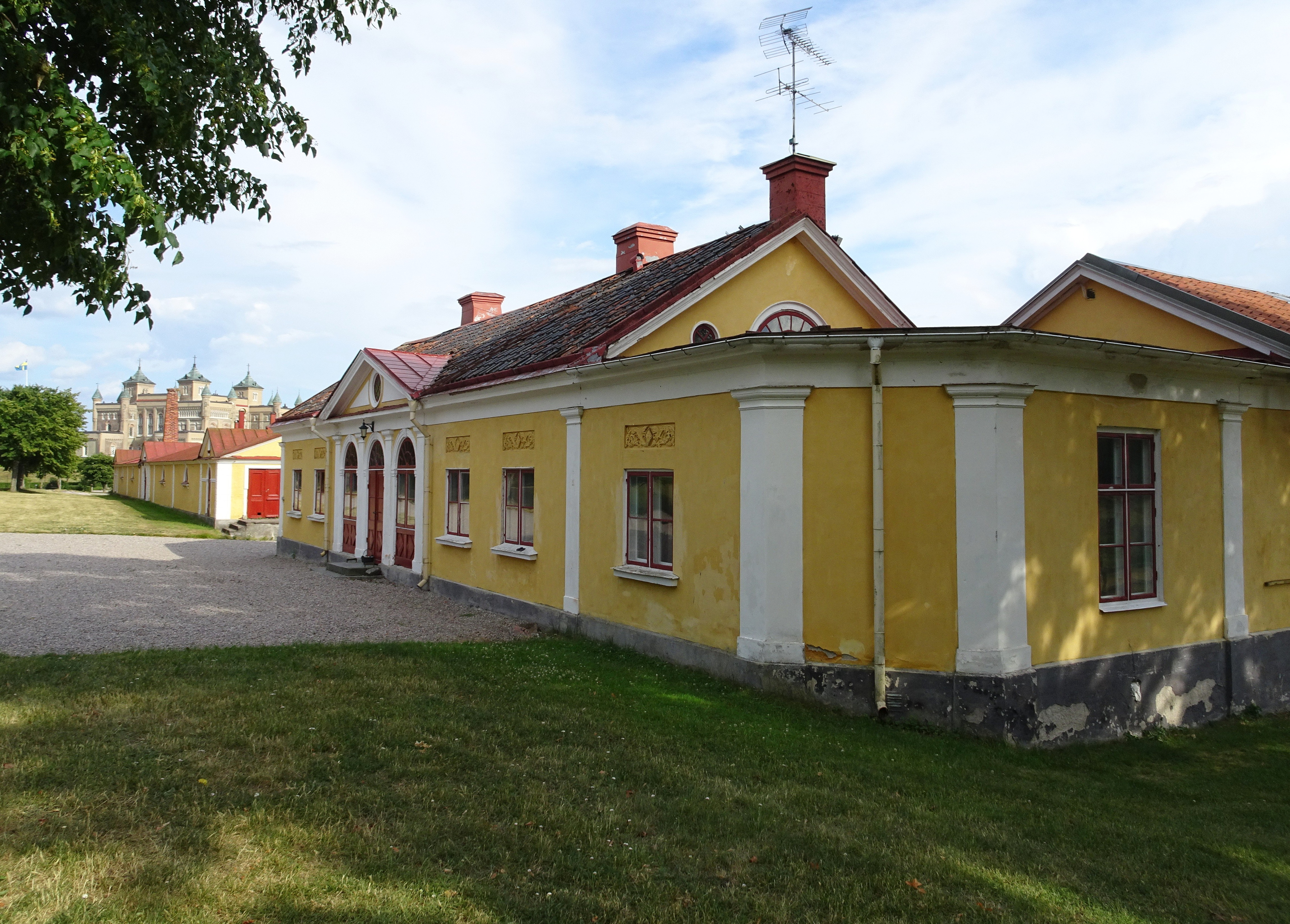
Orangeriet mot gatan
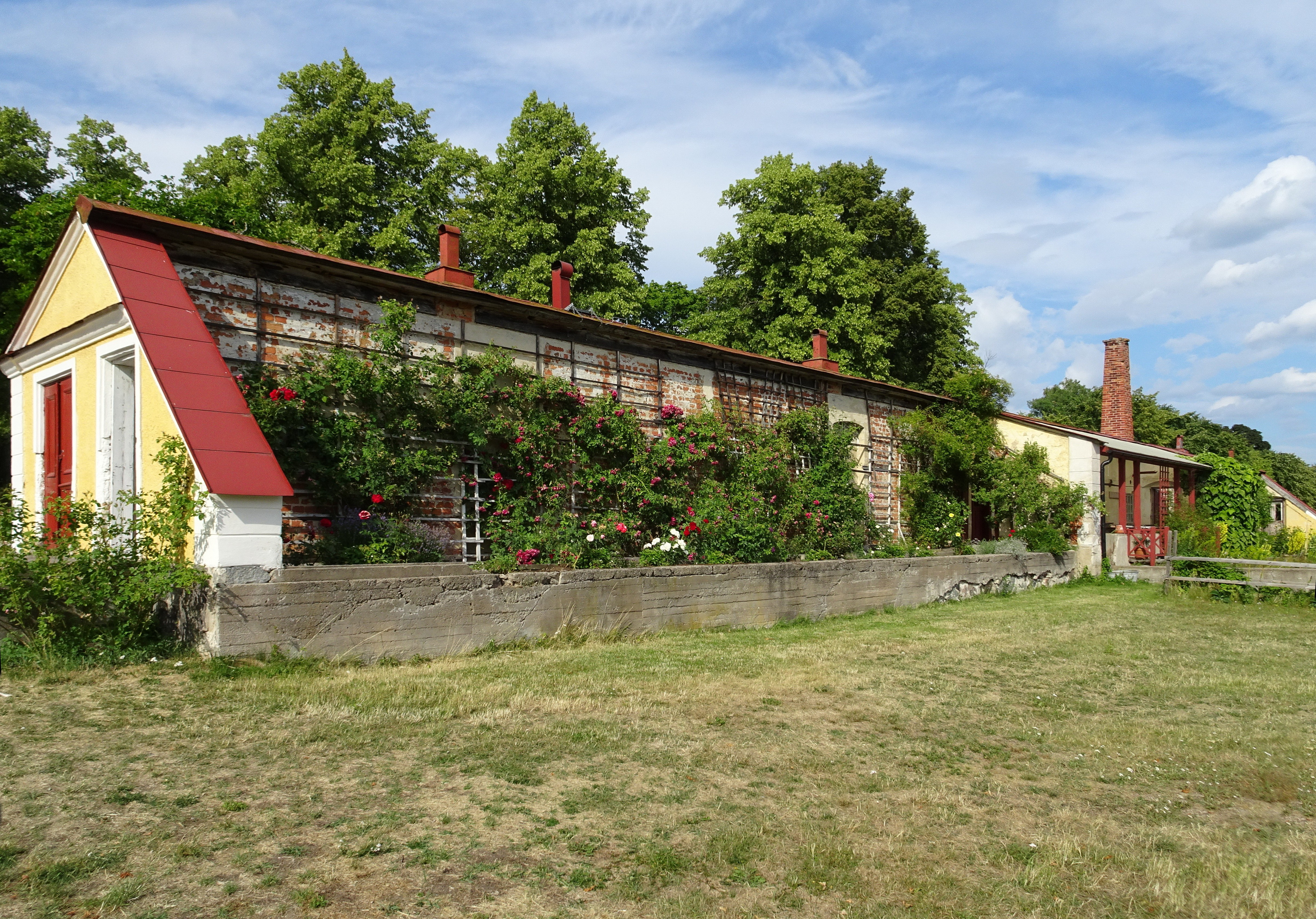
Orangeriet mot parken
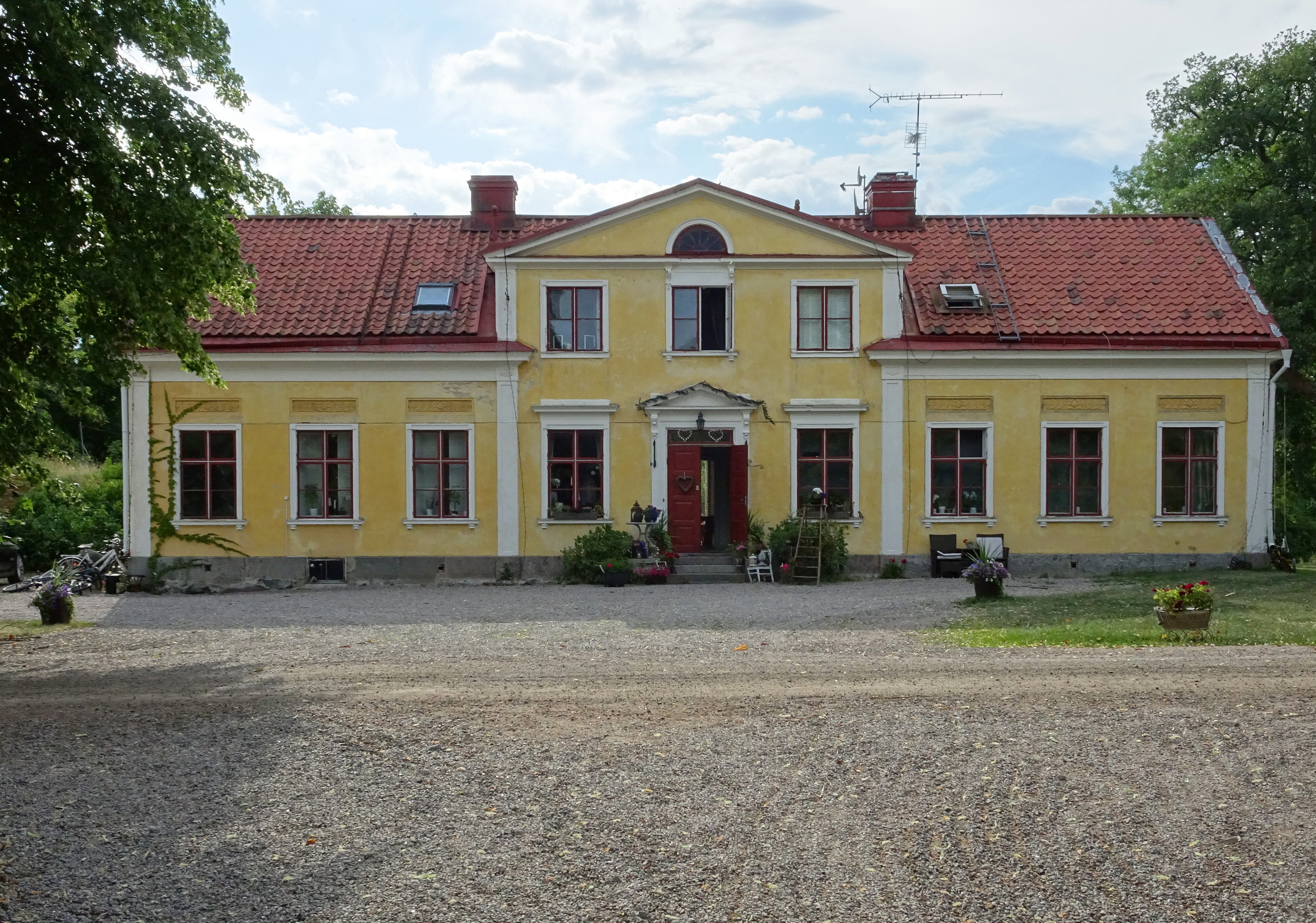
F.d. inspektorsbostaden
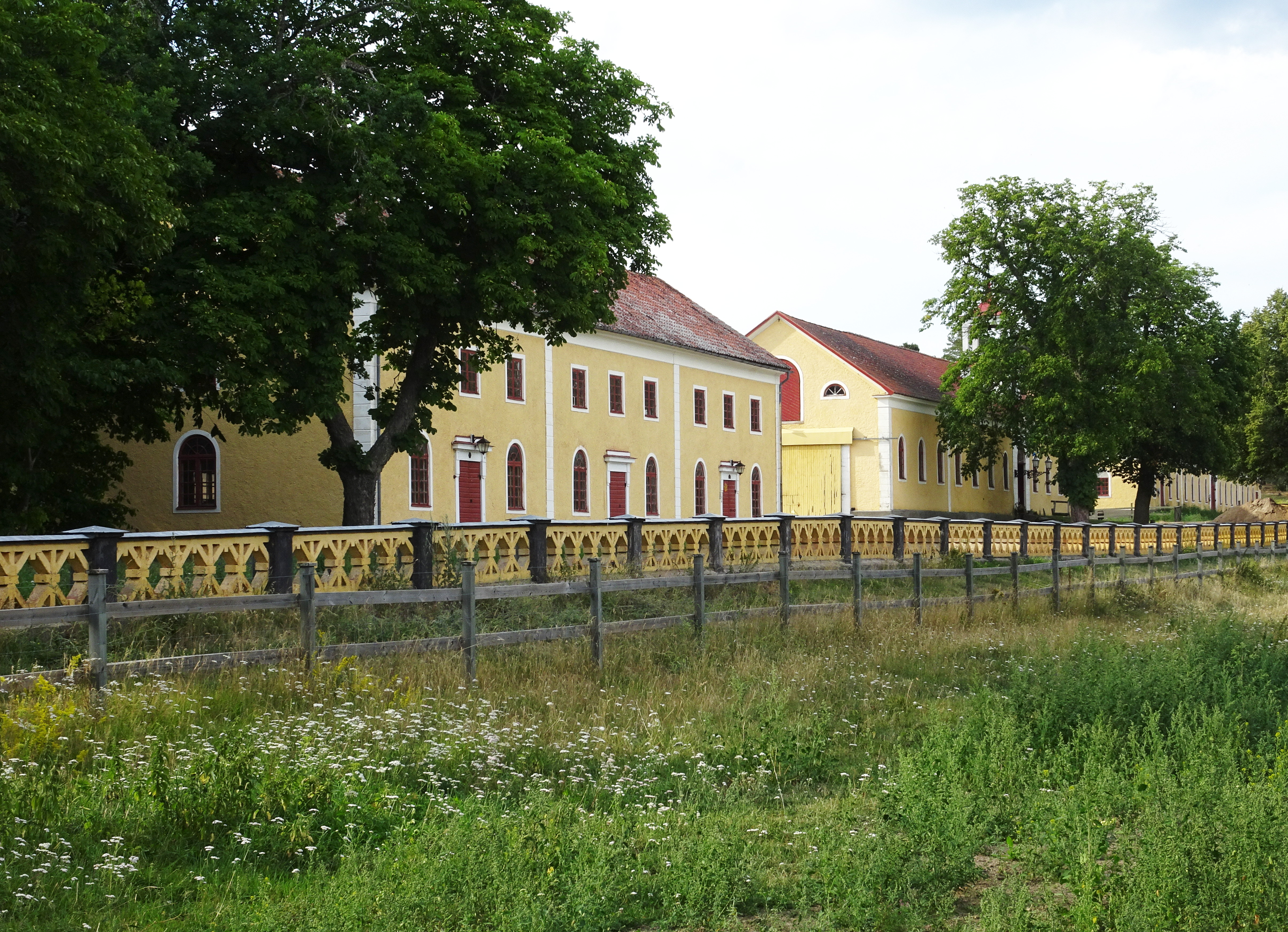
Ekonomibyggnader

## Stora Sundby i dag
Stora Sundbys ägor bestod, år 2018, totalt av 3 700 hektar, varav 3 000 är skogsmark, 450 hektar är åkermark och resten övrig mark. Dessutom tillkommer 1 450 hektar vatten i Hjälmaren som yrkesfiskas. Sedan 2014 äger och driver familjen Klingspor även närliggande Biby gård om cirka 1 000 hektar, samt två mindre gårdar på cirka 270 hektar. Näringsverksamheten består framförallt av skogsbruk med produktion av timmer och massaved samt jordbruk med vallodling. Gårdens fastighetsförvaltning omfattar ett 70-tal permanent- och fritidshus, uthyrning av lokaler, arrenden samt båtplatser och liknande. Slottets närmare omgivning inklusive parken är tillgänglig för allmänheten. Byggnaden visas även för förhandsbokade grupper. Ägare till Stora Sundby lantbruks och fritids AB är Mauritz Klingspor.